# 莉子 (モデル)
莉子（りこ、2002年〈平成14年〉12月4日 - ）は、日本のモデル、女優。『Popteen』元専属モデル。愛称は、リコリコ。神奈川県出身。N.D.Promotion所属。

## 経歴
2014年6月、小学6年生の頃に、愛用していたファッションブランドである『ANAP GIRL』が出るファッションショーの一般参加できるランウェイ全てに応募し、晴れて同ブランドのウェブモデルとなる。
2017年6月、『Zipper』のモデルオーディションにて、中学生を対象とする特別賞「ジュニアブロック賞」を受賞。Zipper SUMMER号にモデルとして登場。
2018年3月、ANAPGIRLのウェブモデルを卒業。同年3月31日に『Popteen』2018年5月号にて同誌レギュラーモデルとなり、同年10月1日に『Popteen』2018年11月号より同誌専属モデルとなる。同年8月、SNSドラマ『とけないで、サマー』で女優デビュー。
同年5月頃よりTikTokへの動画投稿が大人気となり、多くのフォロワーを獲得する。
2019年3月1日、『Popteen』2019年4月号で初表紙を飾る。同年、現役高校生Popteenモデルとして、朝日放送テレビの動画投稿バラエティー番組『部活ONE!放送部』のMCに起用。
2020年1月5日より、AbemaTVの恋愛リアリティーショー『月とオオカミちゃんには騙されない』に出演し、俳優の曽田陵介との関係は「そたりこ」の愛称で人気を集めた。同年2月1日、『Popteen』2020年3月号の「好きなモデルランキング」で初の1位を、4月1日には同誌2020年5月号の「好きなモデルランキング」で1位を獲得。同月30日、『Popteen』2020年6月号で初の単独表紙を飾る。同年4月、マイナビティーンズの「好きな女性インフルエンサーランキング」で第1位に、同年6月にはJCJKの「JC・JK流行語大賞2020年上半期」ヒト部門で第2位に選出される。同年9月、SNSドラマ『DISTORTION GIRL』で連続ドラマ初主演し、翌2021年には7月31日から8月5日までアップリンク吉祥寺にて公開された。
2021年4月22日から6月24日までABEMAにて配信されたオリジナルドラマ『ブラックシンデレラ』で主演を務めた。同年6月、雑誌『Popteen』2021年7月号を以て専属モデル卒業。最後は単独表紙を務めた。
2023年3月10日から19日まで新国立劇場 小劇場にて行われた舞台『聖なる怪物』で舞台初出演。同年4月14日、自身初となる1stフォトエッセイ『ひたむき』を発売。同年11月9日、第40回ベストジーニスト・次世代部門受賞
2024年1月26日、映画『違う惑星の変な恋人』で映画初主演。同年2月22日、第7回スニーカーベストドレッサー賞・女優部門受賞。同年3月22日、九州朝日放送にて放送されたドラマ『福岡恋愛白書19「夏休みのヤンキー君」』で地上波テレビドラマ初主演。同年8月16日から10月17日までCBCテレビにて放送されたドラマ『怖れ』で地上波連続ドラマ初主演。同年10月期日本テレビ系ドラマDEEP『3年C組は不倫してます。』でも主演を務めた。

## 人物

### Popteen関連
- 『Popteen』の発売告知のために、付録を使ったコーディネートを自身のInstagramにアップするなど、レギュラーモデル当時からSNSで発信力を生かしていた[32]。
- 『Popteen』では、仲が良いと公言している同誌専属モデルの香音、古田愛理と共に、名前の頭文字をとったユニット「アリカ」で人気を集めていた[33]。

### その他
- SNSの総フォロワー数は200万人超え（X→312,000、Instagram→561,000、TikTok→1,245,000）であり、ティーン層からの支持が高い[34]。
- 好きなファッション系統はエモカジュアル[1]。
- 特技はゴルフとバランスボール[35]。ゴルフは6歳から始めており、ベストスコアは89[12]。
- TikTokがこれから流行るかもとマネージャーに勧められたことをきっかけに動画投稿を開始。当初は乗り気ではなかったが、やってみると楽しくなり、日常生活の一部となった。女子高生としての素の感じを出した動画になるよう意識しているとのこと[36]。

## 受賞歴
2023年
- 第40回ベストジーニスト 次世代部門

2024年
- 第7回スニーカーベストドレッサー賞 女優部門

## 出演

### 映画
- 劇場版 パラレルスクールDAYS（2019年3月31日、ユナイテッド・シネマ アクアシティお台場で上映） - 國土なるこ 役[37]
- 小説の神様 君としか描けない物語（2020年10月2日、HIGH BROW CINEMA） - 千谷雛子 役[38][39]
- 劇場版 DISTORTION GIRL（2021年7月30日 - 8月5日、アップリンク吉祥寺にて公開） - 主演・フツ子 役[40]
- 君が落とした青空（2022年2月18日、ハピネットファントム・スタジオ） - 丸井佐喜子 役[41]
- 牛首村（2022年2月18日、東映） - ミツキ 役[42][43][44]
- 女子高生に殺されたい（2022年4月1日、日活） - 君島京子 役[45][46]
- きさらぎ駅（2022年6月3日、イオンエンターテイメント / ナカチカ） - 松井美紀 役[47]
- スクロール（2023年2月3日、ショウゲート） - ハル 役[48]
- なのに、千輝くんが甘すぎる。（2023年3月3日、松竹） - 小原知花 役[49]
- Love Will Tear Us Apart（2023年8月19日、VANDALISM） - 山口環奈 役[50][51]
- 違う惑星の変な恋人（2024年1月26日、SPOTTED PRODUCTIONS） - 主演・むっちゃん 役[27]
- 恋を知らない僕たちは（2024年8月23日、松竹） - 汐崎泉 役[52]

#### 短編映画
- 短編オムニバス映画 GEMNIBUS vol.1『フレイル』（2024年6月28日、TOHO NEXT） - 落合めい子 役[53]

### テレビドラマ
- 警視庁ゼロ係〜生活安全課なんでも相談室〜SEASON5 第8話（2021年6月18日、テレビ東京） - 辻奈緒美 役
- スイートリベンジ 第9話・第10話（2021年10月25日・11月1日、フジテレビ） - リリサ 役[54]
- ファイトソング（2022年1月11日 - 3月15日、TBS） - 松田穂香 役[55]
- 卒業式に、神谷詩子がいない（2022年2月27日 - 3月27日、日本テレビ） - 宮田萌 役[56]
- 村井の恋（2022年4月6日 - 5月25日、TBS） - 西藤仁美 役[57]
- 警視庁・捜査一課長 Season6 第5話（2022年5月12日、テレビ朝日） - 幸田早芽 役[58]
- 理想ノカレシ 第1話（2022年6月1日、TBS） - 西藤仁美 役[59]
- 教祖のムスメ 第1話 - 第3話（2022年6月2日 - 16日、MBS・TBS） - 中野亜紀 役[60]
- ばかやろうのキス 第2話（2022年8月13日、日本テレビ） - 宮田萌 役[61]
- 5分後に意外な結末（2022年9月22日 - 10月13日、読売テレビ・日本テレビ） - 五分市りさ 役[62]
- 早朝始発の殺風景 第1話・第3話・最終話（2022年11月4日・18日・12月9日、WOWOW） - 葛城 役[63]
- クロサギ 第7話（2022年12月2日、TBS） - 飯田茉奈 役[64]
- 生ドラ!東京は24時 第2夜「美大の駅伝」（2023年1月3日、フジテレビ） - 多摩優樹菜 役
- ノンレムの窓 2023・新春 第3話「大人になってからの友達作り」（2023年1月7日、日本テレビ） - 吉田 役[65]
- 片想いの彼のために捜査してたら、いつのまにか名探偵になりました。 (仮)（2023年1月14日、フジテレビ） - 主演・江戸奈々未 役[66]
- 放課後ていぼう日誌（2023年6月29日 - 8月24日、東海テレビ） - 主演・鶴木陽渚 役[67]
- 最高の教師 1年後、私は生徒に■された（2023年7月15日 - 9月23日、日本テレビ） - 生田やよい 役[68][69]
- 最高の生徒〜余命1年のラストダンス〜 第3話（2023年8月5日、日本テレビ） - 生田やよい 役[70]
- アオハライド（WOWOW） - 槙田悠里 役
  - Season1（2023年9月22日 - 11月10日）[71]
  - Season2（2024年1月19日 - 2月23日）[72]
- SHUT UP（2023年12月4日 - 2024年1月29日、テレビ東京） - 川田恵 役[73]
- 福岡恋愛白書19「夏休みのヤンキー君」（2024年3月22日、九州朝日放送） - 主演・西宏美 役[29]
- 怖れ（2024年8月16日 - 10月17日、CBCテレビ） - 主演・溝口マユ 役[30]
- GO HOME〜警視庁身元不明人相談室〜 第6話（2024年8月24日、日本テレビ） - ハルピ（樋口美晴） 役[74]
- 3年C組は不倫してます。（2024年10月2日 - 12月18日、日本テレビ） - 主演・上村蒼 役[31]
- 霧尾ファンクラブ（2025年4月3日 - 6月5日、中京テレビ・日本テレビ） - 染谷波 役[75]
- 明日はもっと、いい日になる（2025年7月7日 - 、フジテレビ） - 栗原芽衣 役[76]

### 配信ウェブドラマ
- ブラックシンデレラ（2021年4月22日 - 6月10日、ABEMA） - 主演・神谷愛波 役[23][77]
  - ブラックシンデレラ -卒業編-（前編：2021年6月10日・後編：6月17日、ABEMA）[78]
- スイートリベンジ 第9話・第10話（2021年9月14日・21日、FOD） - リリサ 役[79]
- 失恋めし（2022年1月14日、Amazon Prime Video）
- ショート・プログラム「メモリーオフ」（2022年3月1日、Amazon Prime Video） - 野々村まなみ 役[80]
- 片想いの彼のために捜査してたら、いつのまにか名探偵になりました。 (仮)（2022年10月20日、FOD） - 主演・江戸奈々未 役[81]
- 放課後ていぼう日誌（2023年6月13日 - 8月8日、Lemino） - 主演・鶴木陽渚 役[82]
- 最高の生徒 3年後の僕たちは 第4話（2023年8月16日、Tver） - 生田やよい 役
- 拝啓、大人になる貴方へ（2023年9月23日・30日、Hulu） - 生田やよい 役[83]
- インフォーマ -闇を生きる獣たち-（2024年11月7日 - 、ABEMA） - 広瀬 役[84]
- BACK TO THE STORIES（2025年7月1日 - 、FOD SHORT） - 主演・渡瀬美琴 役[85]

### SNSドラマ
- とけないで、サマー（2018年8月8日 - 18日、Nom de plume） - ナナミ 役[13]
- パラレルスクールDAYS（2019年2月18日 - 3月15日、Y!Mobile、全20回） - 國土なるこ 役[37]
- 蒼い夏（2019年4月16日 - 26日、Nom de plume、全4回） - ハンナ 役[86]
- アスタリスクの花（2019年7月30日 - 8月30日、Nom de plume、全9回） - 水沢小春 役[87]
- 僕等の物語「ラストナンバー」（2020年7月5日）[88]
- DISTORTION GIRL（2020年9月6日、YouTube/PLAY DISTORTIONch） - 主演・フツ子 役[22]

### ウェブラジオドラマ
- 透明なフィルムの向こう側で息をする（2023年1月31日 - 、Spotify） - 主演・黒川雛子 役[89]（古川雄輝とW主演）

### 舞台
- 聖なる怪物（2023年3月10日 - 19日、新国立劇場 小劇場） - 里井舞花 役[25]

### テレビ番組
- #部活ONE!放送部（2019年4月3日 - 2021年4月30日、朝日放送テレビ） - MC[16]
- 部活ピーポー全力応援!ブカピ!（2020年3月31日 - 2021年4月30日、朝日放送テレビ） - MC
- 痛快TVスカッとジャパン 胸キュンスカッと「好きになってもいいですか?」（2021年1月18日、フジテレビ） - 主演・伊村瑠奈 役
- ポップイン!クラフト（2021年4月2日 - 2024年3月31日、NHK Eテレ） - MC
- THE突破ファイル（2025年5月23日）日本テレビ -バスガイド（ビデオ出演）

### ラジオ番組
- 莉子のよくばりホームルーム（2020年12月17日 - 2021年6月17日、Spotify）

### Webアニメ
- Artiswitch（2021年 - 、YouTube） - マナ 役[90]

### ウェブ番組
- 月とオオカミちゃんには騙されない（2020年1月5日 - 3月29日、AbemaTV）[91][92]
- 恋する♥週末ホームステイ（2021年4月13日 - 6月22日、ABEMA） - Season MC
- リコレイのB→A～垢抜けたら自分を好きになった～（2021年7月31日 - 9月18日、Paravi） - MC[93]

### ミュージックビデオ
- H!dE「メゾン」（2019年）[94]
- いきものがかり「さよなら青春」（2020年）
- over the moon「もしも明日世界が消えても、僕等の物語は続いていく」（2020年）[95]
- サイダーガール - イメージキャラクター（2020年）[96][97]
  - 「ID」（2020年）
  - 「落陽」（2020年）
- りりあ。「私じゃなかったんだね。」（2021年）
- HANDSIGN 「どうやって想い伝えようか」（2022年）
- クボタカイ 「ロマンスでした」（2022年）
- リュックと添い寝ごはん「long good-bye」（2024年、アルバム『Terminal』収録曲[98]）

### ファッションショー
- 東京ガールズコレクション
  - CREATEs presents TGC KITAKYUSHU 2023 by TOKYO GIRLS COLLECTION（2023年10月7日、西日本総合展示場新館）[99]

### 広告
- エースコック「スーパーカップMAX」（2018年）[100]
- しまむら（2019年）
- LINEマンガ（2020年）
- 栄光の個別ビザビ（2020年）[101][102][103]
- ユニバーサル・スタジオ・ジャパン「ユニ春（このまま終われる春じゃない）」（2021年）
- 青山商事 洋服の青山 AOYAMANIA（2022年）[104]
- 丸亀製麺 「タル鶏天ぶっかけ タルトリテンダンス」篇（2022年）[105]
- 大東建託「いい部屋ネット」（2022年 - ）[106]
- 「ヘブンバーンズレッド」新章開幕「ホームで待つ人々」篇（2023年4月23日） [107]

## 書籍

### 雑誌連載
- Popteen（2018年11月号 - 2021年7月号、角川春樹事務所） - 専属モデル[32][2]

### フォトエッセイ
- 1stフォトエッセイ『ひたむき』（宝島社、2023年4月14日）ISBN 978-4299036728